# سکه‌های مطابق
|     | شیر      | خط       |
| --- | -------- | -------- |
| شیر | (۱-, ۱+) | (۱+, ۱-) |
| خط  | (۱+, ۱-) | (۱-, ۱+) |

سکه‌های مطابق نامی برای یک بازی نمونهٔ ساده است که در نظریهٔ بازی‌ها مورد استفاده قرار می‌گیرد. این بازی، همان سنگ-کاغذ-قیچی ولی با دو استراتژی (نظریه بازی‌ها) است. سکه‌های مطابق در درجهٔ اول به منظور به تصویر کشیدن مفهوم استراتژی‌های مختلط و یک تعادل نش استراتژی مختلط به کار رفت.
بازی بین دو بازیکن انجام می‌شود، بازیکن A و بازیکن B. هر بازیکن یک سکه دارد و باید به صورت محرمانه آن را به شیر یا خط برگرداند. سپس بازیکن‌ها به‌طور هم‌زمان انتخاب هایشان را رو می‌کنند. اگر سکه‌ها مطابق بودند (هر دو شیر بودند یا هر دو خط) بازیکن A هر دو سکه را برمی دارد، پس یک واحد از بازیکن B می‌برد. اگر سکه‌ها مطابق نباشند (یکی شیر باشد و دیگری خط) بازیکن B هر دو سکه را برخواهد داشت، پس یک واحد از بازیکن A خواهد برد. این بازی یک نمونه از بازی‌های با مجموع صفر است، که منفعت یک بازیکن، دقیقاً برابر با ضرر بازیکن دیگر است.
بازی می‌تواند در یک ماتریس نتیجه و سود (که در سمت چپ قرار دارد) نوشته شود. هر سلول از ماتریس، نتیجه و سود دو بازیکن را نشان می‌دهد، و سطرها بیانگر نتیجه و سود بازیکن A هستند.
این بازی دارای هیچ تعادل نش استراتژی خالصی نیست، چرا که هیچ استراتژی خالصی (شیرها یا خط‌ها) وجود ندارد که یک بهترین جواب برای یک بهترین جواب باشد. به عبارت دیگر هیچ جفت استراتژی خالصی وجود ندارد به‌طوری‌که هر کدام از بازیکن‌ها با دانستن این که دیگری چه کاری انجام خواهد داد، نخواهد آن را عوض کند. در عوض، تعادل یکتای نش برای این بازی در استراتژی (نظریه بازی‌ها) استراتژی‌های مختلط است: هر بازیکن شیر یا خط را با احتمال‌های مساوی انتخاب می‌کند. در این روش، هر بازیکن، بازیکن دیگر را در انتخاب شیر یا خط بی‌تفاوت می‌کند، بنابراین هیچ‌کدام از بازیکن‌ها انگیزه‌ای برای امتحان کردن یک استراتژی دیگر را ندارند. توابع بهترین جواب برای استراتژی‌های مختلط در شکل ۱ به تصویر کشیده شده‌اند:

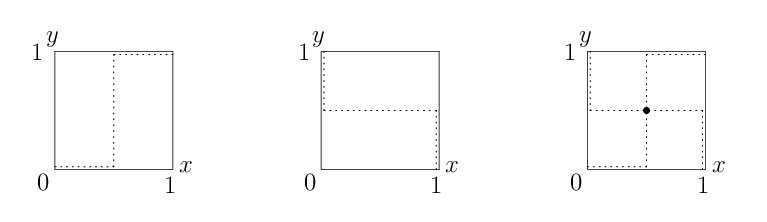
شکل ۱. تناظرهای بین بهترین جواب برای بازیکن‌ها در بازی سکه‌های مطابق. تصویر سمت چپ برای بازیکن هماهنگ‌کننده است، تصویر وسط، بازیکن ناهماهنگ‌کننده را نشان می‌دهد. تعادل نش منحصر به فرد در شکل سمت راست نشان داده شده‌است. x احتمال شیر بازی کردن بازیکن ناهماهنگ‌کننده و y احتمال شیر بازی کردن بازیکن هماهنگ‌کننده است. تنها اشتراک موجود، تنها نقطه‌ای است که استراتژی بازیکن اول بهترین جواب برای استراتژی بازیکن دوم است و برعکس.

بازی سکه‌های مطابق، از نظر ریاضی معادل بازی‌های مورا یا فردها و زوج‌ها است، که دو بازیکن به‌طور هم‌زمان یک یا دو انگشت را نشان می‌دهند، و برنده با توجه به مساوی بودن تعداد انگشت‌ها مشخص می‌شود. مجدداً، تنها استراتژی بهینه برای این بازی‌های، بازی کردن تعادل است.
البته، انسان‌ها، ممکن است به‌طور صادقانه استراتژی تعادل را بازی نکنند، به خصوص اگر سکه‌های مطابق مکرراً رو شوند. در یک بازی تکراری، اگر یک نفر به اندازهٔ کافی در روانشناسی ماهر باشد، ممکن است بتواند حرکت حریف خود را پیشگویی کند و براساس آن حرکت خود را انتخاب کند، حالت مشابهی را در بازیکن‌های حرفه‌ای بازی سنگ، کاغذ، قیچی داریم. در این روش، یک امید ریاضی مثبت می‌تواند به دست آید، در حالیکه در مقابل حریفی که تعادل را بازی می‌کند، امید ریاضی نتیجه و سود بازیکن صفر است.
با این حال، تحلیل‌های آماری ضربه پنالتی در فوتبال-یک وضعیت پرمخاطره در دنیای واقعی که بسیار به بازی سکه‌های مطابق شباهت دارد-نشان داده‌اند که تصمیم شوت‌کننده‌ها و دروازه بان‌ها به یک تعادل استراتژی مختلط مشابه است.